# Afonso Eduardo Martins Zúquete
Afonso Eduardo Martins Zúquete OC (Porto, 7 de janeiro de 1909 – Lagos, 20 de agosto de 1981) foi um médico, jornalista e publicista, investigador nos campos da genealogia e da heráldica, autor de vasta obra sobre esses temas, incluindo algumas das mais importantes monografias de referência no campo da heráldica familiar portuguesa.

## Biografia
Afonso Zúquete nasceu no Porto, filho do engenheiro leiriense Afonso Zúquete e de Ester Martins Zúquete. Não obstante ter nascido no Porto, é considerado, pelos laços familiares e dedicação a Leiria, um leiriense. Essa ligação a Leiria traduz-se em ter sido governador-civil de Leiria, entre 3 de dezembro de 1947 e 29 de maio de 1951, e ser o grande investigador da história da Diocese de Leiria, publicando em 1943 uma obra de referência obrigatória sobre ela.
Iniciou os estudos secundários no Liceu Nacional de Leiria, estudos que concluiu no Liceu de Gil Vicente, em Lisboa, ingressando seguidamente na Faculdade de Medicina da Universidade de Lisboa, onde concluiu a licenciatura em 1934.
Desde cedo interessado pelo publicismo e pelo jornalismo, ainda estudante fundou a revista Medicina e foi colaborador da imprensa periódica, escrevendo editoriais no Jornal do Médico e gazetilhas no Lar do Médico. Foi redactor da revista Medicina Moderna e director executivo, durante quase toda a obra, da Grande Enciclopédia Portuguesa e Brasileira. 
A sua ligação a Leiria levou a tivesse colaboração assídua e empenhada nos periódicos O Mensageiro e A Voz do Domingo, jornais católicos leirienses. Foi membro da comissão organizadora da Casa do Distrito de Leiria, em Lisboa, e um dos organizadores do I Congresso das Actividades do Distrito de Leiria, que se realizou de 23 a 26 de setembro de 1943. Foi também um dos principais organizadores da Exposição Artística Bibliográfica dos Autores Médicos, que teve lugar em 1947 na Faculdade de Medicina da Universidade de Lisboa. Também em 1947, foi S«secretário-adjunto das Jornadas Médicas Luso-Suíças.
Exerceu as funções de governador-civil do Distrito de Leiria no período de 3 de dezembro de 1947 a 29 de maio de 1951. Neste período promoveu em Leiria, no ano de 1950, a realização da Exposição de Arte Sacra, em que colaborou a Biblioteca Pública de Leiria com uma secção bibliográfica.
Contudo, o seu maior interesse era a investigação nos campos da genealogia e da heráldica, sendo autor de vasta obra sobre esses temas, incluindo algumas das mais importantes monografias de referência no campo da heráldica familiar portuguesa, constituindo uma referência obrigatória nesse domínio.
Afonso Zúquete deixou inúmeros textos dispersos em jornais regionais (O Mensageiro e A Voz do Domingo), em revistas de índole técnica (O Lar do Médico e O Nosso Lar) e em inúmeros artigos biográficos ou corográficos que figuram, anonimamente, na Grande Enciclopédia Portuguesa e Brasileira e nos seus complementos Nobreza de Portugal, Armorial Lusitano e Tratado de Todos os Vice-Reis e Governadores da Índia, todas obras publicados pela Editorial Enciclopédia.
A 13 de Novembro de 1943 foi feito oficial da Ordem Militar de Cristo. Também recebeu a comenda da Ordem de São Silvestre Papa, concedida pela Santa Sé em reconhecimento de ter escrito a história da Diocese de Leiria.
Faleceu em Lagos a 20 de agosto de 1981, cidade onde foi sepultado.

## Obras publicadas
Para além das contribuições dispersas por jornais e revista, e da vultuosa contribuição na Grande Enciclopédia Portuguesa e Brasileira, é autor das seguintes obras:
- Leiria – Subsídios para a História da sua Diocese, Gráfica, Leiria, 1943 (com 2.ª edição fac-similada, Leiria, Folheto, 2013).
- A Santa Casa da Misericórdia de Leiria – História e Necessidades, separata do Jornal do Médico, n.º 74, Porto, 1943, pp. 3-20.
- Os Bispos de Leiria e a fisionomia Citadina, 1943.
- Armorial lusitano: genealogia e heráldica, dir. e coord. de Afonso Eduardo Martins Zúquete; colab. António Machado de Faria; des. João Carlos e J. Ricardo da Silva, 1.ª ed. Lisboa: Editorial Enciclopédia, 1961; 3.ª ed., Lisboa: Representações Zairol, 1987.
- Nobreza de Portugal e do Brasil: bibliografia, biografia, cronologia, filatelia, genealogia, heráldica, história, nobiliarquia, numismática, dir. coord. e compil. Afonso Eduardo Martins Zúquete. Lisboa: Enciclopédia, 1960-1961; e Lisboa, Zairol, 2000.
- Tratado de Todos os Vice-Reis e Governadores da Índia. Lisboa: Editorial Enciclopédia, 1962.
- Monografia de Leiria – A Cidade e o Concelho, 1950. Leiria, 2003; reed. 2013.